# Skorparpesjön
Skorparpesjön är en sjö i Vimmerby kommun i Småland och ingår i Motala ströms huvudavrinningsområde. Sjön har en area på 0,0606 kvadratkilometer och ligger 184,9 meter över havet.

## Delavrinningsområde
Skorparpesjön ingår i det delavrinningsområde (639015-149631) som SMHI kallar för Inloppet i Storebro Damm. Medelhöjden är 159 meter över havet och ytan är 40,29 kvadratkilometer. Räknas de 17 avrinningsområdena uppströms in blir den ackumulerade arean 381,37 kvadratkilometer. Stångån som avvattnar avrinningsområdet har biflödesordning 2, vilket innebär att vattnet flödar genom totalt 2 vattendrag innan det når havet efter 215 kilometer. Avrinningsområdet består mestadels av skog (83 procent). Avrinningsområdet har 0,86 kvadratkilometer vattenytor vilket ger det en sjöprocent på 2,1 procent.